# Araeoncus duriusculus
Araeoncus duriusculus är en spindelart som beskrevs av Lodovico di Caporiacco 1935. Araeoncus duriusculus ingår i släktet Araeoncus och familjen täckvävarspindlar. Inga underarter finns listade i Catalogue of Life.